# La Paz Fútbol Club (Bolivia)
El La Paz Fútbol Club fue un club de fútbol boliviano de la ciudad de La Paz que participó en la Primera División de Bolivia. Fundado el 5 de junio de 1989 bajó el nombre de Atlético González, el equipo ganó la Copa Simón Bolívar el año 2003, logrando su ascenso a la Primera División de Bolivia y debutando en la Primera División en 2004.
El año 2008 jugó la fase preliminar de la Copa Libertadores contra el Atlas de México.
Durante su estancia en la Primera División de Bolivia fue artificie de grandes campañas logrando 2 subcampeonatos nacionales en el 2007 y el 2008.
Desde el año 2007 La Paz FC fue la revelación de la liga y, a partir de ese año dejó su huella tanto en el ámbito nacional con la obtención de 2 subcampeonatos consecutivos y en el contexto internacional dónde participó en la Copa Libertadores el año 2008 y en la Copa Sudamericana en 2009.
Fue el tercer club profesional más importante de la ciudad de La Paz de los últimos años, por detrás del Bolívar y The Strongest, hasta el torneo clausura del 2013.
El año 2007 fue campeón de la Copa Aerosur del Sur.

## Historia

### Fundación
El fundador, dueño y presidente de La Paz F.C. fue Mauricio González, también conocido como Mauricio González Sfeir. 
El nombre original del equipo fue en honor al padre fallecido del Sr. González, el ingeniero Walter González (Premio Académico Ingeniero Walter González), quien fuera presidente de la Sociedad de Ingenieros de Bolivia.

### Ascenso a la liga
Luego de varios años buscando su ascenso a la Liga del Fútbol Profesional Boliviano, el año 2003 disputó la Copa Simón Bolívar, dónde llegó a disputar la final contra Real Santa Cruz. En los cuartos de final se enfrentó a Primero de Mayo de Beni y tras llegar igualados luego de dos partidos, se tuvo que definir por penales en el Estadio Hernando Siles de La Paz.
En esa ocasión el golero yungueño Gustavo Gois de Lira fue la figura al contener dos lanzamientos.
En la Semifinal el rival fue Universitario, de Beni, y tras partidos de ida y vuelta en la que no hubo un neto vencedor, se tuvo que recurrir a los tiros penales. Otra vez Gois de Lira fue el héroe, al contener un penal y anotar el último para su equipo, con lo que se logró el pase a la final.
En la final se enfrentó a Real Santa Cruz. En la primera final en La Paz empataron 2-2, marcaron los goles para los "Azulgranas" Rodney Porcel al minuto 19' y Alex Vallejos en el minuto 36'. Mientras que para los visitantes marcaron Justiniano al 32' y Céspedes al 47'.
En el partido de vuelta La Paz Fútbol Club ganó la Copa Simón Bolívar y ascendió a la Liga. El campeón paceño consiguió este objetivo después de derrotar a Real Santa Cruz en la serie de los penales por 5-4 tras el empate sin goles en los 90 minutos del partido.
El gol del título (el quinto de los penales) lo convirtió Gustavo Gois de Lira, el arquero que se constituyó en la figura más destacada.
Gustavo Gois de Lira, el arquero de La Paz Fútbol Club un día antes del partido en una entrevista dijo lo siguiente:

«Nosotros ya tenemos la experiencia de lo que es sentir la presión en este tipo de definiciones, personalmente me tengo mucha fe, aunque creo que si el equipo hace lo necesario en el partido, no habrá la necesidad de llegar a los penales»
Gustavo Gois de Lira, Santa Cruz, 29 de noviembre de 2003

Tras finalizar el partido y lograr el ascenso el director técnico de La Paz fc Félix Berdeja dijo lo siguiente:

«Lograr un triunfo ante un gran equipo como Real es una alegría enorme. Este equipo vino de menos a más gracias al trabajo de los muchachos que tenían el mismo objetivo que los de Real. En Bolivia hay jóvenes con muchas condiciones»
Félix Berdeja, Santa Cruz, 30 de noviembre de 2003

Los Azulgranas lograron el deseo de ascender a la liga, luego de varios años buscando el deseado ascenso a la Liga del Fútbol Profesional Boliviano.

### El despertar de un grande

#### Campaña 2004
En su primer torneo en la Liga del Fútbol Profesional Boliviano fue la gran sorpresa y en el Torneo apertura 2004 terminó en el 7° lugar. Su primer partido en la liga profesional lo jugó el 15 de febrero como visitante en donde obtuvo además su primera victoria en la liga al derrotar 2-0 a Unión Central de Tarija. En su primer clásico jugado frente a The Strongest venció 1-0 y en su segundo clásico frente al gualdinegro volvió a vencer por 2-0.

### Subcampeonatos y el éxito
Luego de ascender a la liga tuvo campañas regulares hasta el año 2007 en donde obtuvo el subcampeonato nacional, un año después 2008 volvió a salir subcampeón nacional. 
Desde el año 2007 La Paz fc fue la revelación de la liga y, a partir de ese año dejó su huella tanto en el ámbito nacional con la obtención de 2 subcampeonatos consecutivos y en el contexto internacional dónde participó en la Copa Libertadores el año 2008 y en la Copa Sudamericana en 2009.
Durante esos años La Paz fc se convirtió en el principal equipo del departamento de La Paz al pelear la liga y obtener 2 subcampeonatos consecutivos en 2007 y 2008, también por sus consecutivas participaciones internacionales en Copa Libertadores y Copa Sudamericana

#### Campaña 2007
El Campeonato de Primera División 2007 finalmente dio la sorpresa y en el torneo apertura quedó en el 3° lugar detrás de Real Potosí y Bolívar. En el torneo clasusura definió el campeonato con San José, en la primera final empataron en La Paz 2-2 y en la vuelta a pesar de buscar los 90 minutos la victoria lastimosamente perdieron 1-0 en Oruro. Este subcampeonato conseguido le permitió jugar por primera vez la Copa Libertadores 2008. Además de esto el equipo obtuvo la mejor defensa de ambos campeonatos y La Paz f.c solo recibió 29 goles en los 2 torneos.

#### Copa Libertadores 2008
En la Copa Libertadores 2008 se enfrentó al Atlas de México, en la ida perdió 2-0 y en el partido de vuelta en La Paz, los Azulgranas vencieron 1-0 con gol de Edgar Clavijo al minuto 52'. Pese a la victoria conseguida  no les alcanzó en el resultado global Atlas clasificó por marcador de 2-1.

#### Campaña 2008
Luego de su participación en la Copa Libertadores de ese año se enfocó en la liga, era ya un hecho que La Paz f.c. era protagonista de la liga y en el Campeonato de Primera División 2008 luego de reforzarse protagonizó una gran campaña buscando el título de campeón. Pero en el torneo apertura fue nuevamente subcampeón está vez detrás de Universitario de Sucre. A pesar de ser uno de los mejores equipos del torneo apertura, La Paz f.c obtuvo 10 victorias, 7 empates y sólo 5 derrotas. Este subcampeonato le permitió jugar la Copa Sudamericana 2009 como Bolivia 1.
En el torneo clausura se clasificó a la semifinal en donde se enfrentó a Blooming venció 1-0 en La Paz pero perdió en su partido de vuelta y en el global no le alcanzó para clasificarse a la final. Nuevamente La Paz f.c fue autor de una gran campaña y fue el mejor equipo de La Paz dejando por lejos a Bolívar y The Strongest. Además de eso en la tabla acumulada para el descenso La Paz f.c ni siquiera estuvo cerca de descender ya que fue el mejor equipo de ambos torneos y obtuvo el primer lugar en la tabla acumulada de los torneos de los años 2007 y 2008.

#### Torneo Play-off 2008
El ganador del torneo clasicaria a la Copa Libertadores 2009 bajo la denominación Bolivia 3'.
En la primera fase derrotó a San José con un resultado global de 4-3, en los cuartos de final venció a Blooming por la vía de los penales, en la semifinal nuevamente venció a San José y se clasificó a la final en donde se enfrentó a Real Potosí pero perdió ambos partidos por el mismo marcador 1-0.

#### Campaña 2009
Durante el Torneo Apertura 2009 La Paz f.c. hizo una campaña regular ocupando el 6° lugar con 10 victorias, 4 empates y 8 derrotas. Fue protagonista de grandes citorias los 3 más destacados fueron en la fecha 2 victoria en condición de visitante contra Blooming por 5-2, en la fecha 7 venció como visitante a Wilstermann por 2-1 y en la fecha 16 venció 5-1 a Real Mamoré.
En el Torneo Clausura 2009 no obtuvo buenos resultados y terminó en el último lugar del grupo B con 2 victorias, 4 empates y 6 derrotas. Por estos resultados no pudo clasificar a la siguiente fase.
Pese a una temporada regular en la liga se fue optimista para jugar la Copa Sudamericana de ese año.

#### Copa Sudamericana 2009
En la Copa Sudamericana 2009  se enfrentó a Cerro Porteño de Paraguay. En el partido de ida La Paz f.c. perdió 2-0 como visitante y en el partido de vuelta jugado en La Paz fue derrotado por 1-2 con goles para los visitantes de Roberto Nanni al  minuto 6' y Julio dos Santos al 34', el único gol para La Paz f.c. lo marcó Ronald Segovia al minuto 46'. 
Fue la última participación en un torneo internacional de La Paz f.c. en donde tuvo un apoyo masivo de su hinchada.

### Desaparición
A comienzos del 2013 el empresario Manuel Quispe gestionó la compra de la institución paceña para luego verla desaparecer del fútbol boliviano debido a las deudas que acarreaba desde hacía tiempo y que nunca pudieron ser canceladas. El entonces dueño aseguró que prefería invertir en el Club de la Ciudad de El Alto Escuela Ramiro Castillo.
El Club azulgrana dio tres razones para no seguir existiendo después de ver concretado su descenso de categoría. La primera y más importante era la del tema económico. Luego se adujo que no existían las condiciones para que ese equipo se preparase y, finalmente, se añadió la importancia que poseía para el dueño actual la escuela de fútbol Ramiro Castillo.
Se intentó encontrar maneras de conciliación con la Asociación de fútbol de La Paz, pero ninguna llegó a prosperar en un acuerdo positivo.
En ese marco, las deudas que había ido adquiriendo La Paz F.C. desde Mauricio González con la Asociación paceña nunca pudieron ser canceladas: desde 2013 el club solamente jugó un partido en El Alto contra el Club Aurora, siendo este el último partido donde recibió bastante apoyo. Pero volvió a jugar en La Paz, donde no tuvo apoyo y terminó el torneo con 7 puntos ganando solamente un partido contra San José. La bancarrota fue la principal razón por la que el club que representó a la ciudad de El Alto desaparece del fútbol boliviano.
El club, con cuantiosas deudas económicas a la asociación paceña de fútbol, plantel de jugadores y demás integrantes, consuma su disolución el 21 de septiembre de 2013 al no poder participar de la segunda categoría.

## Récords
- La Paz F.C. tiene dos subcampeonatos en su historia de la Liga del Fútbol Profesional Boliviano, jugando ante San José, quedando subcampeón de la Torneo Clausura 2007 y subcampeón de la Torneo Apertura 2008, quedando segundo después del Universitario de Sucre.

- Participó en el año 2008 en la Copa Libertadores como "Bolivia 3", jugando por un cupo ante Atlas de México, cayendo en Guadalajara 2-0, y venciendo en La Paz al mexicano por 1-0, pero no le alcanzó para mantenerse en fase de grupos.

- Participó en el año 2009 en la Copa Sudamericana enfrentándose a Cerro Porteño de Paraguay, cayendo en Asunción 2-0, y también cayendo en La Paz 1-2, cerrando así sus dos únicas participaciones Internacionales.

- En enero de 2013 el club es comprado por Manuel Quispe con la intención de que exista un equipo en la ciudad de El Alto.

- El 12 de mayo de 2013 casi culminada la Temporada 2012/13 el equipo descendió al Nacional B.

## Símbolos

### Escudo
Las características principales del mismo son:
- Leyenda. En la parte superior aparece plasmado el nombre del club La Paz FC.
- Las estrellas. Representan los campeonatos obtenidos (5 campeonatos departamentales y 1 campeonato de la Copa Simón Bolívar).
- El Illimani Representa al color blanco.
- Cóndor andino Representa la Altura geográfica del equipo.
- Balón. Representa la actividad central del club: el fútbol.

### Lema
El lema del club es «Plus Altus», que significa «más alto», una referencia tanto a las aspiraciones del equipo como a la altura geográfica de su ciudad.

## Uniforme
- Uniforme titular: Camiseta azul con rayas rojas, pantalón blanco y medias blancas.

- Uniforme alternativo: Camiseta blanca, pantalón blanco y medias blancas.

### Significado de sus colores
- El Azul: simboliza los perennes cielos azules sobre la Ciudad de La Paz y la fidelidad de sus aficionados.
- El Rojo: simboliza la pasión por el fútbol y el amor al deporte.
- El Blanco: simboliza la nieve eterna que cubre al Monte Illimani (el símbolo de la Ciudad de La Paz) y la pureza de Nuestra Señora de La Paz, madrina del equipo.

### Indumentaria
| Proveedor       | Período   |
| --------------- | --------- |
| Willys Athletic | 2004-2010 |
| Unosport        | 2011-2013 |

## Instalaciones

### Estadio

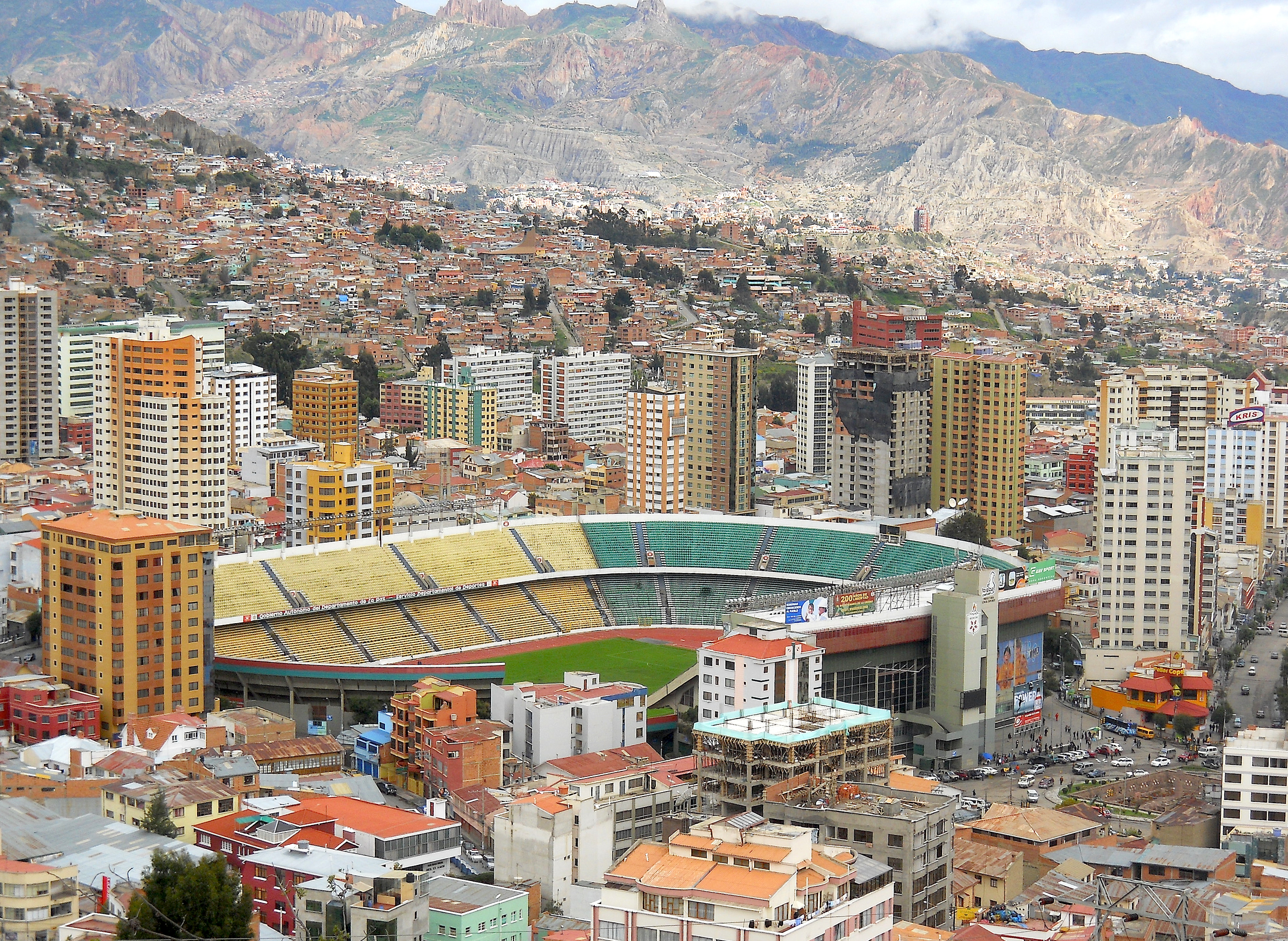
Vista del estadio desde el Barrio Miraflores.

El Estadio Hernando Siles es el complejo deportivo más grande de Bolivia. Tiene capacidad para 42.000 espectadores sentados, y fue nombrado en honor de Hernando Siles Reyes, el 31er presidente de Bolivia 1926-1930. El estadio está localizado en el barrio de Miraflores, a una altitud de 3,637 metros sobre el nivel del mar, haciéndolo uno de los estadios profesionales más altos del mundo. A partir de la temporada 2011, el club oficiaba de local en el estadio Cosmos 79 de la ciudad de El Alto; sin embargo, debido a que este no contaba con los requerimientos necesarios para albergar partidos de la Primera División, La Paz FC sólo jugó 2 partidos allí, pasando a jugar nuevamente en el Estadio Hernando Siles.

## Datos del club
- Fundación: 30 de mayo de 1989.
- Puesto histórico: 16.º
- Temporadas en Primera División: 10 (2004-2013).
- Temporadas en Copa Simón Bolívar: 5 (1996-1997, 2000, 2002-2003).
- Primer partido en torneos nacionales: 2 - 0 contra Unión Central (15 de febrero de 2004).
- Primer partido en torneos internacionales: 0 - 2  Atlas F. C. (30 de enero de 2008) (Copa Libertadores 2008).
- Jugador con más partidos disputados: Rómulo Alaca (239 partidos en competiciones oficiales).
- Jugador con más goles: Dayson de Jesús Guale (37 goles en competiciones oficiales).

- Participaciones internacionales:
  - Copa Libertadores de América 1: (2008).
  - Copa Sudamericana 1: (2009).

### La Paz FC en competiciones internacionales
| Torneo                 | Ronda        | Rival         | Ida | Vuelta |
| ---------------------- | ------------ | ------------- | --- | ------ |
| Copa Libertadores 2008 | Primera fase | Atlas         | 0–2 | 1–0    |
| Copa Sudamericana 2009 | Primera fase | Cerro Porteño | 0–2 | 1–2    |

### Participaciones en Primera División
| Temporadas en Primera División | Temporadas en Primera División | Temporadas en Primera División | Temporadas en Primera División | Temporadas en Primera División | Temporadas en Primera División | Temporadas en Primera División | Temporadas en Primera División | Temporadas en Primera División | Temporadas en Primera División | Temporadas en Primera División | Temporadas en Primera División |
| Temporada                      | Temporada                      | Resultados                     | Resultados                     | Resultados                     | Resultados                     | Resultados                     | Resultados                     | Resultados                     | Resultados                     | Posición Final                 |                                |
| Temporada                      | Temporada                      | Pts                            | J                              | G                              | E                              | P                              | GF                             | GC                             | Dif                            | Posición Final                 |                                |
| ------------------------------ | ------------------------------ | ------------------------------ | ------------------------------ | ------------------------------ | ------------------------------ | ------------------------------ | ------------------------------ | ------------------------------ | ------------------------------ | ------------------------------ | ------------------------------ |
| 2004                           | Apertura                       | 31                             | 22                             | 9                              | 4                              | 9                              | 33                             | 38                             | –5                             | 7.° de 12                      |                                |
| 2004                           | Clausura                       | 7                              | 10                             | 1                              | 4                              | 5                              | 12                             | 19                             | –7                             | 6º Grupo A                     |                                |
| 2005/06                        | Adecuación                     | 33                             | 22                             | 10                             | 3                              | 9                              | 35                             | 33                             | +2                             | 7.° de 12                      |                                |
| 2005/06                        | Apertura                       | 31                             | 22                             | 8                              | 7                              | 7                              | 34                             | 29                             | +5                             | 6°                             |                                |
| 2005/06                        | Clausura                       | 15                             | 22                             | 3                              | 6                              | 13                             | 24                             | 42                             | –18                            | 12.º de 12                     |                                |
| Segundo Torneo 2006            | Segundo Torneo 2006            | 12                             | 12                             | 3                              | 3                              | 6                              | 11                             | 15                             | –4                             | 6.° Grupo A                    |                                |
| 2007                           | Apertura                       | 35                             | 22                             | 10                             | 5                              | 7                              | 31                             | 23                             | +8                             | 3.° de 12                      |                                |
| 2007                           | Clausura                       | 40                             | 22                             | 12                             | 4                              | 6                              | 30                             | 32                             | –2                             | 2.º de 12                      |                                |
| 2008                           | Apertura                       | 37                             | 22                             | 10                             | 7                              | 5                              | 44                             | 30                             | +14                            | 2.° de 12                      |                                |
| 2008                           | Clausura                       | 16                             | 12                             | 5                              | 4                              | 3                              | 15                             | 18                             | –3                             | Semifinales                    |                                |
| 2009                           | Apertura                       | 34                             | 22                             | 10                             | 4                              | 8                              | 38                             | 37                             | +1                             | 6.° de 12                      |                                |
| 2009                           | Clausura                       | 10                             | 12                             | 2                              | 4                              | 6                              | 18                             | 25                             | –7                             | 6.° Grupo B                    |                                |
| 2010                           | Apertura                       | 14                             | 12                             | 4                              | 2                              | 6                              | 18                             | 20                             | –2                             | 5.° Hexagonal B                |                                |
| 2010                           | Clausura                       | 26                             | 22                             | 7                              | 5                              | 10                             | 33                             | 36                             | –3                             | 10.° de 12                     |                                |
| 2011/12                        | Adecuación                     | 17                             | 22                             | 5                              | 2                              | 15                             | 21                             | 45                             | –24                            | 12.° de 12                     |                                |
| 2011/12                        | Apertura                       | 14                             | 12                             | 4                              | 2                              | 6                              | 16                             | 29                             | –13                            | 5.° grupo B                    |                                |
| 2011/12                        | Clausura                       | 24                             | 22                             | 7                              | 3                              | 12                             | 29                             | 39                             | –10                            | 10.º de 12                     |                                |

## Entrenadores
| Entrenador        | Año       |
| ----------------- | --------- |
| Félix Berdeja     | 2003-2005 |
| Windsor del Llano | 2005-2006 |
| Fernando Salinas  | 2006      |
| Sergio Apaza      | 2007-2008 |
| Félix Berdeja     | 2009      |
| Ramiro Vargas     | 2009      |
| Sergio Apaza      | 2010      |
| Freddy Bolívar    | 2010      |
| Eloy Vargas       | 2011      |
| Óscar Sanz        | 2011-2012 |
| Claudio Marrupe   | 2012      |
| Juan Paz García   | 2012      |
| Félix Berdeja     | 2012      |
| Juan Paz García   | 2013      |
| Claudio Marrupe   | 2013      |
| Mario Condori     | 2013      |

## Palmarés

### Torneos nacionales
| Competición nacional        | Títulos | Subcampeonatos                    |
| --------------------------- | ------- | --------------------------------- |
| Primera División de Bolivia |         | Clausura 2007, Apertura 2008. (2) |
| Copa Simón Bolívar (1)      | 2003.   |                                   |

### Torneos regionales (5)
| Competición regional  | Títulos                       | Subcampeonatos |
| --------------------- | ----------------------------- | -------------- |
| Campeonato Paceño (5) | 1996, 1997, 2000, 2002, 2003. |                |

### Torneos amistosos
| Competición              | Títulos | Subcampeonatos |
| ------------------------ | ------- | -------------- |
| Copa Aerosur del Sur (1) | 2007.   |                |